# Schlachtlieder der alten Eidgenossen
Schlachtlieder der alten Eidgenossen (originalsprachlich Schlachtlieder der Alten Eydtgnossen) ist eine Sammlung von Liedern über die militärischen Erfolge eidgenössischer Truppen in vergangenen Schlachten und Kriegen der Alten Eidgenossenschaft. Sie erschien von 1598 bis 1601 bei Hans Rudolf Wyssenbach in Zürich.

## Entstehung und Wirkung
In Zusammenarbeit mit dem Zürcher Gelehrten Hans Jakob Fries publizierte der Drucker Hans Rudolf Wyssenbach von 1598 bis 1601 eine Reihe von rund 40 Liedern, die er unter dem Titel Schlachtlieder der Alten Eydtgnossen zusammenfasste. Dabei handelte es sich grösstenteils um altbekannte Lieder über die militärischen Erfolge der eidgenössischen Truppen in der Schlacht bei Sempach (Halbsuterlied), in den Burgunderkriegen und im Schwabenkrieg, aber auch um Neudichtungen zur Schlacht am Morgarten, zu einem sonst wenig bekannten Gefecht bei Dättwil, zum Guglerkrieg, zur Schlacht bei Näfels und zu den Appenzellerkriegen. Auf originelle Weise kombinierte Wyssenbach dabei die gängige Publikationsform der losen Liedflugschrift mit jener der nachmals so beliebten gebundenen Liedersammlung.
Vorläufer dieser Liedersammlung waren die Liederchronik von Werner Steiner und die Liedflugschriften von Augustin Fries. Fortgesetzt wurde der Druck eidgenössischer Schlachtlieder im 17. Jahrhundert bei Johannes Schröter in Basel.
Die meisten eidgenössischen Schlachtlieder griffen den Ton älterer, als bekannt vorausgesetzter Melodien auf (Kontrafaktur). Dadurch erübrigte sich nicht nur der aufwändige Druck von Noten, sondern man konnte auch auf ähnliche Themen anspielen und die besungenen Schlachten damit in eine Kette von Ereignissen einbetten. In diesem Fall war den Liedern eine Tonangabe vorangestellt, welche die zu singende Melodie benannte (beispielsweise Im Ton wie Das Fräulein von Brittanien oder  In der Weis wie man singt von der Schlacht zu Pavia).